# Христианство в Таджикистане
Христиане в Таджикистане составляют религиозное меньшинство. Большую часть из них составляют православные (преимущественно русские), являющиеся членами Душанбинской епархии Русской православной церкви с епархиальным управлением в Душанбе (кафедральный храм — Собор Николая Чудотворца (Душанбе)).
Протестантизм является вторым по числу верующих направлением христианства в стране. В современном Таджикистане протестантами являются от 9 до 12 тыс. человек. В это число входят пятидесятники (4,7 тыс., включая корейское движение «Сонмин Сунбогым»), пресвитериане из миссии «Сонмин Грейс» (1,5 тыс.), адвентисты, баптисты, лютеране и др.
Есть в Таджикистане и католики, объединённые в три прихода (в Душанбе, Курган-Тюбе и Бустоне), которых окормляют 5 священников. Католицизм в Таджикистан принесли немцы.
На нелегальном положении находится появившаяся в 1997 году община Свидетелей Иеговы.